# Alkanna cordifolia
Alkanna cordifolia là loài thực vật có hoa trong họ Mồ hôi. Loài này được K.Koch mô tả khoa học đầu tiên năm 1849.